# Надьчеч
Надьче́ч (венг. Nagycsécs) — село в Тишауйварошском яраше, в медье Боршод-Абауй-Земплен, Северная Венгрия. Численность населения села на 1 января 2015 года составила 799 человек.

## Описание
Село находится в 15 километрах к юго-востоку от Мишкольцского яраша. Ближайший город, Тисауйварош, находится в 7 километрах от села.
Площадь села составляет 9,83 км², число хозяйств — 286.

## Достопримечательности
- Римско-католическая церковь Девы Марии, построенная в 1765 году. Церковь используется как католической, так и грекокатолической общиной.

## Население
| Год  | Численность | Численность |
| ---- | ----------- | ----------- |
| 2013 | 808         | [ 3 ]       |
| 2014 | 812         | [ 4 ]       |
| 2015 | 799         | [ 5 ]       |
| 2021 | 789         | [ 6 ]       |
| 2022 | 762         | [ 7 ]       |
| 2023 | 753         | [ 8 ]       |
| 2024 | 748         | [ 1 ]       |

## Галерея

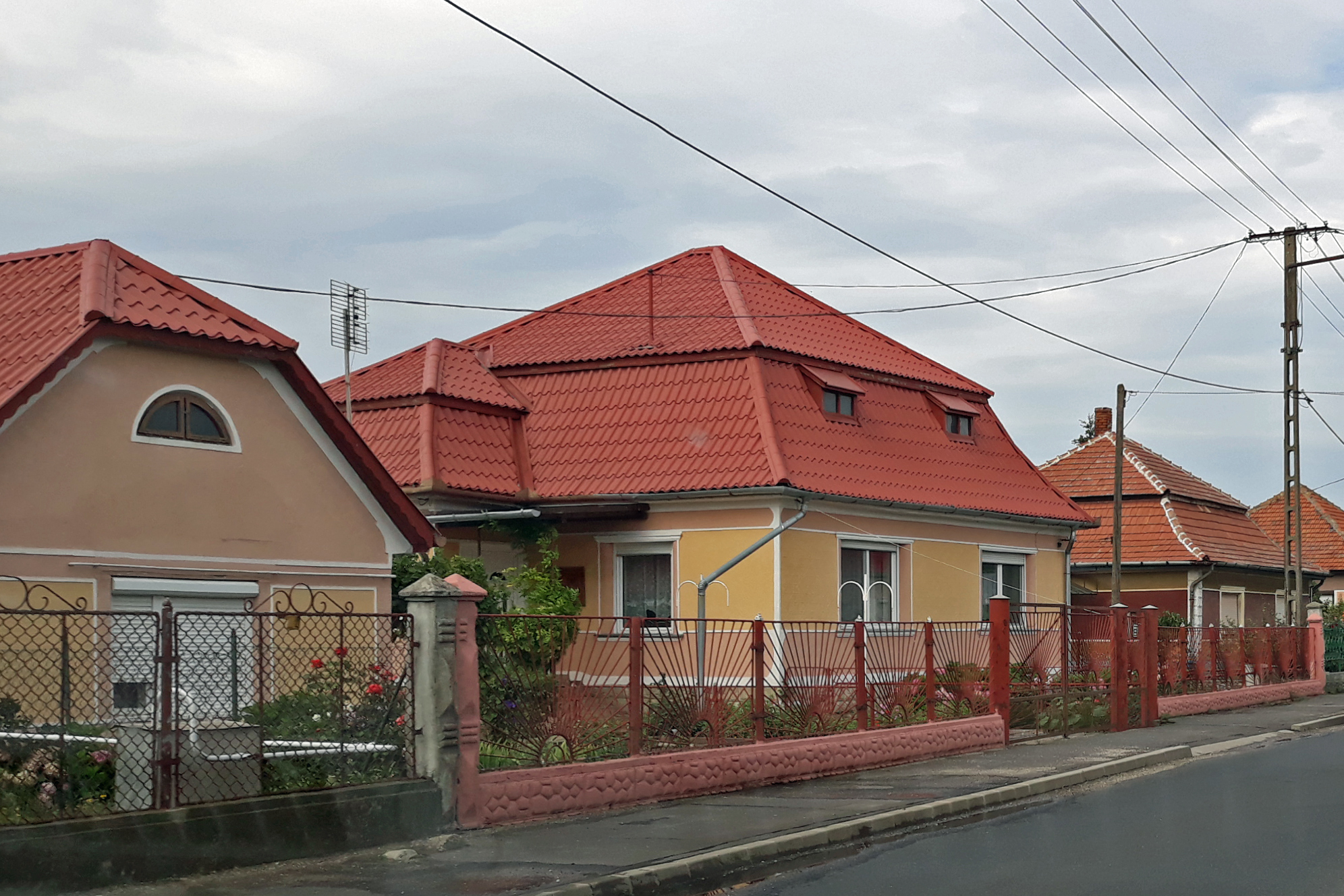
Надьчеч
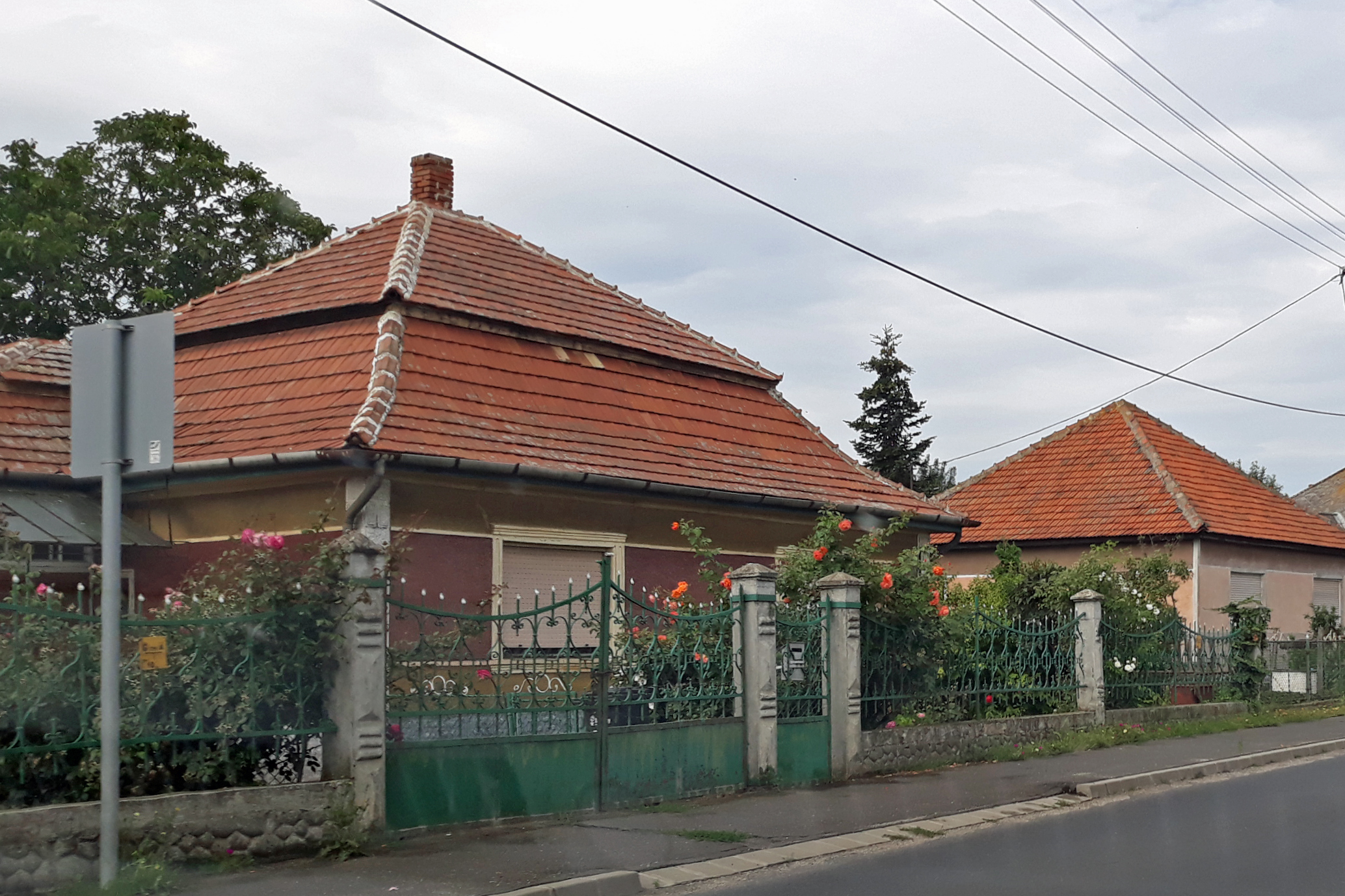
Надьчеч
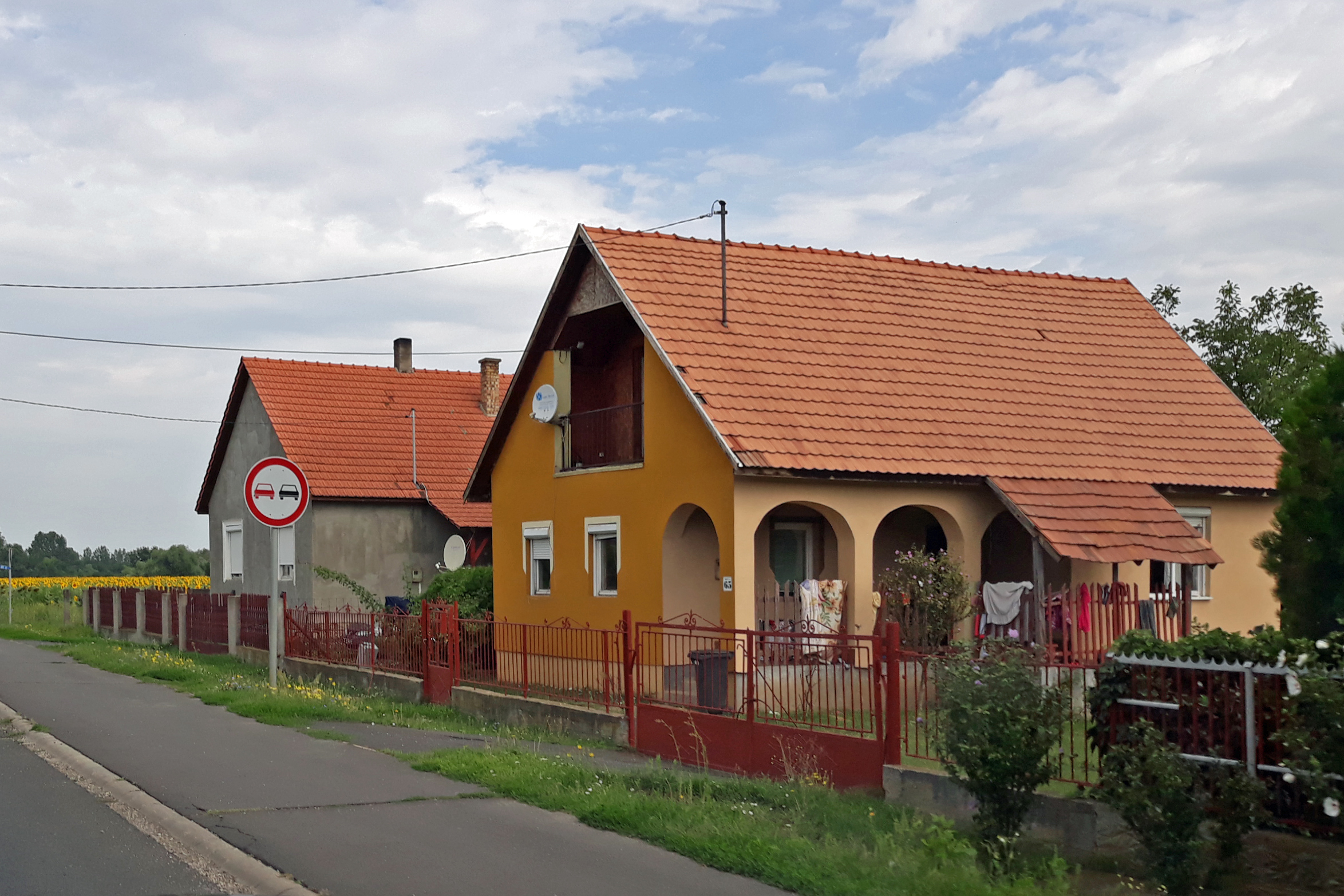
Надьчеч